# Hermodoros z Salaminy
Hermodoros z Salaminy (II wiek p.n.e.) – grecki architekt działający w Rzymie, gdzie wzniósł około roku 146 p.n.e. świątynię Jowisza Statora i Junony Reginy (były to pierwsze świątynie marmurowe w Rzymie), oraz świątynię Marsa nieopodal Circus Flaminius.